# Houchang Allahyari

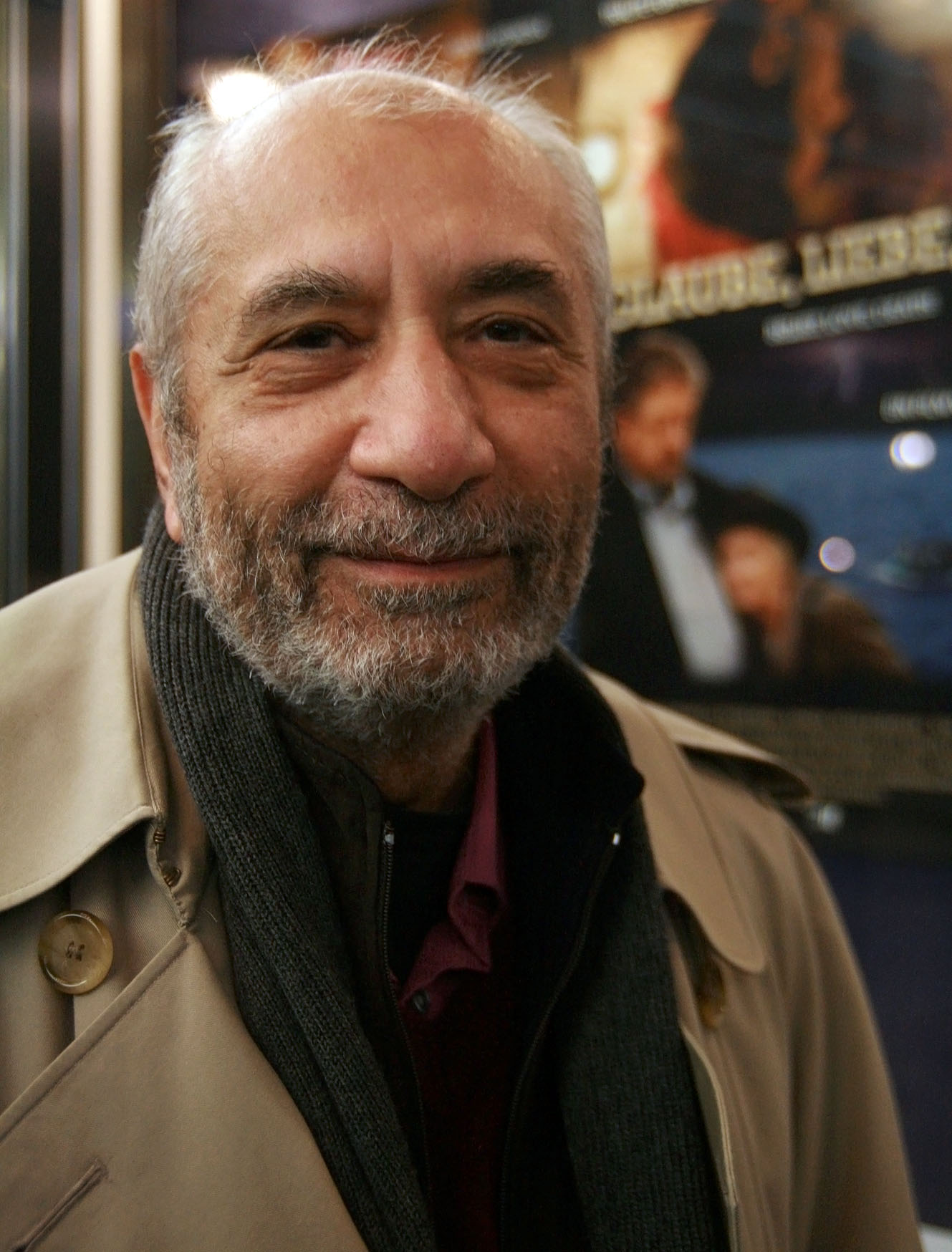
Houchang Allahyari (2012)

Houchang Allahyari (anhörenⓘ; persisch هوشنگ الهیاری; * 1941 in Teheran) ist ein österreichischer Psychiater und Filmemacher iranischer Herkunft.

## Leben
Houchang Allahyari wurde im Iran geboren und wanderte als Jugendlicher nach Österreich aus.  In Wien, wo er bis heute lebt, studierte er Medizin und arbeitete lange Zeit als Psychiater in Strafanstalten, wo er in Therapien auch Filme einsetzte.
Ab 1970 drehte er zahlreiche Kurzfilme, später auch mehrere Spielfilme, von denen insbesondere I love Vienna (1991), Höhenangst (1994) und Geboren in Absurdistan (1999) ein größeres Publikum fanden. Wiederholt thematisiert Allahyari in seinen Filmen die Schicksale von Migranten, Flüchtlingen und Asylsuchenden, was oft dramatisch ist, aber auch mit Humor geschieht.
Im Oktober 2009 präsentierte er den Dokumentarfilm Bock for President über die Arbeit der in der Flüchtlingshilfe tätigen Ute Bock, den er gemeinsam mit seinem Sohn Tom-Dariusch Allahyari schuf. Dies brachte beiden den erstmals vergebenen Österreichischen Filmpreis ein. Im Jahr 2014 erhielt Allahyari für Der letzte Tanz den Großen Diagonale-Filmpreis als bester österreichischer Spielfilm.
Mit dem Goldenen Ehrenzeichen für Verdienste um die Republik Österreich erhielt Houchang Allahyari im November 2023 eine weitere Auszeichnung.
Über Ferry Ebert und dessen demenzkranke Frau drehte er das Porträt Und täglich frisch verliebt (2024).

## Filmografie
- 1978: Wahrheit
- 1981: I like to be in America
- 1982: Trotz alledem
- 1983: Das Leben im Tod
- 1983: Harmony and understanding
- 1984: Thing 84
- 1985: Vollendung
- 1985: Imago

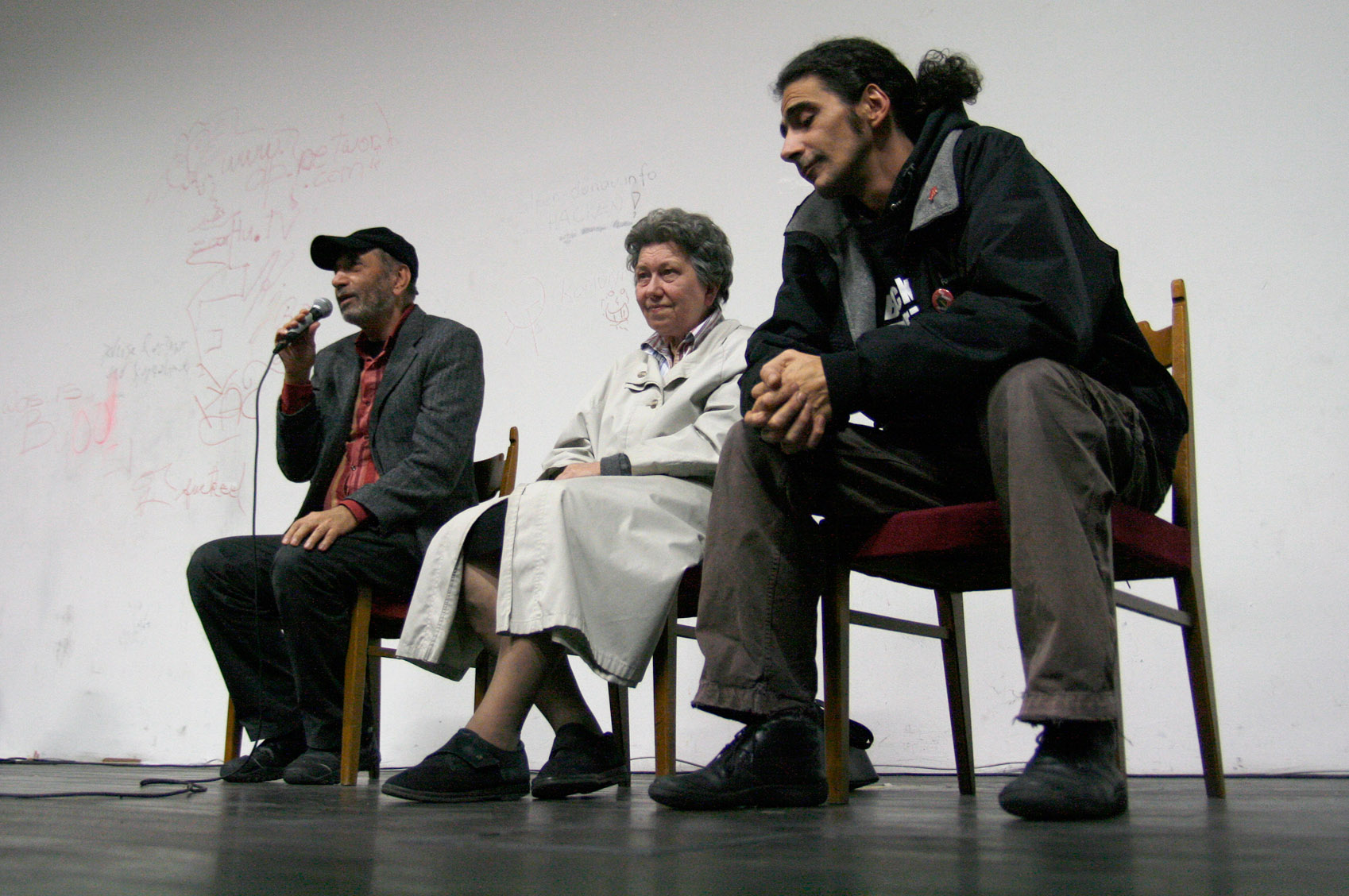
Houchang Allahyari (l.) mit Ute Bock und seinem Sohn Tom-Dariusch Allahyari bei der Vorpremiere von Bock for President (Viennale 2009)

- 1985: Pasolini inszeniert seinen Tod
- 1988: Borderline
- 1990: Fleischwolf[3]
- 1991: I love Vienna
- 1992: Der Tag, an dem sie Jack Unterweger fingen
- 1992: Und morgen der Operball
- 1994: Höhenangst
- 1995: Tödliche Liebe
- 1996: Tatort: Kolportage (TV-Reihe, Nebenrolle)
- 1996: Tatort: Mein ist die Rache (TV-Reihe, auch Regie und Drehbuch)
- 1997: Black Flamingos
- 1999: Ene Mene Muh und tot bist du (TV)
- 1999: Geboren in Absurdistan, Regie/Buch mit Tom-Dariusch Allahyari, Agnes Pluch
- 2002: Rocco
- 2007: Rumi – Poesie des Islam, zusammen mit Tom-Dariusch Allahyari
- 2009: Bock for President, zusammen mit Tom-Dariusch Allahyari
- 2010: Die verrückte Welt der Ute Bock
- 2012: Das persische Krokodil[4]
- 2013: Robert Tarantino
- 2014: Der letzte Tanz
- 2016: Die Liebenden von Balutschistan
- 2018: Ute Bock Superstar
- 2024: Und täglich frisch verliebt

## Auszeichnungen
- 1978: Staatsmeister und Goldmedaille der Österreichischen Staatsmeisterschaft des VÖFA 1978 gemeinsam mit Inka Keil für Wahrheit
- 1982: Goldmedaille der Österreichischen Staatsmeisterschaft des VÖFA 1982, Gold bei der Danubiale 82, Silber bei der UNICA 1982 in Aachen für Trotz alledem
- 1983: Goldmedaille der Österreichischen Staatsmeisterschaft des VÖFA 1983 für Harmony and Understanding
- 1983: Staatsmeister und Goldmedaille der Österreichischen Staatsmeisterschaft des VÖFA 1983 für Das Leben im Tod
- 1984: Goldmedaille der Österreichischen Staatsmeisterschaft des VÖFA 1984 für Thing 84
- 1985: Goldmedaille der Österreichischen Staatsmeisterschaft des VÖFA 1985 gemeinsam mit Horst Hubbauer für Vollendung
- 1985: Goldmedaille der Österreichischen Staatsmeisterschaft des VÖFA 1985 gemeinsam mit Rudolf Lorenz für Imago
- 1995: Thomas-Pluch-Drehbuchpreis – Hauptpreis für Höhenangst[5]
- 2011: Thomas-Pluch-Drehbuchpreis – Würdigungspreis für Die verrückte Welt der Ute Bock[5]
- 2014: Großer Diagonale-Preis Spielfilm des Landes Steiermark 2014 für Der letzte Tanz
- 2023: Goldenes Ehrenzeichen für Verdienste um die Republik Österreich